# シャルロット・ド・ロアン (1737-1760)
シャルロット・ゴドフリード・エリザベート・ド・ロアン（フランス語: Charlotte Godefride Élisabeth de Rohan, 1737年10月7日 - 1760年3月4日）は、ブルボン朝時代のフランス王族、コンデ公ルイ・ジョゼフの最初の妻。

## 生涯
スービーズ公シャルル・ド・ロアンとその最初の妻でブイヨン公エマニュエル・テオドーズの娘アンヌ＝マリー＝ルイーズの間の第1子・長女。
1753年5月3日ヴェルサイユ宮殿にて血統親王（プランス・デュ・サン）の1人であるコンデ公ルイ・ジョゼフと結婚。父スービーズ公は娘に2000万リーヴルもの巨額の持参金を用意した。コンデ公妃シャルロットは洗練された女性で、貧者に憐れみ深かったとされる。リュイヌ公爵によれば、彼女は長く患った後、1760年3月4日に22歳で世を去った。葬儀は死の1週間後の3月11日に執り行われ、遺骸はフォーブール・サン＝ジャックのカルメル会修道院内に埋葬された。
その追悼のため、ゴセックがレクイエムを作曲している。
1739年母よりゴルド及びモンシャ（Moncha）の所領を相続。1745年自身の権利としてギニャンの女子爵となった。持参金の一部としてアノネの所領を婚家にもたらした。異母妹のゲメネ公妃ヴィクトワール・ド・ロアンは王妃マリー・アントワネットの賭博仲間であり、王家のガヴァネスの要職を務めている。

## 子女
- マリー（1755年 - 1759年）
- ルイ・アンリ（1756年 - 1820年） - コンデ公
- ルイーズ・アデライード（英語版）（1757年 - 1824年) - ルミルモン女子修道院長

## 引用・脚注
1. 1 2 3  van de Pas, Leo. “Charlotte de Rohan”. Genealogics .org. 2010年3月16日閲覧。
2. ↑  Villemur, A. R. Monseigneur le duc de Bourbon: notice historique sur la vie et la mort de son altesse royale, p.15 2010年3月18日閲覧。
3. 1 2  d'Albert de Luynes, Marie Charles Louis. Chronique de le régence et du regne de Louis XV p.238 2010年3月19日閲覧。